# Список аеропортів штату Алабама
Список аеропортів в штаті США Алабама — згрупований за типом і відсортований за місцем розташування. Список містить всі громадські та військові аеропорти в штаті. Деякі приватні, невикористовувані, колишні і деякі інші аеропорти можуть перебувати в списку. Наприклад, якщо управлінням FAA зафіксовані комерційні перевезення або якщо аеропорт має код ІАТА.

## Аеропорти
Цей список містить наступну інформацію:
- Місто обслуговування — місто, зазвичай пов'язане з аеропортом, відповідно до основних записів аеропорту при Федеральному авіаційному управлінні. Це не завжди фактичне місце розташування, оскільки деякі аеропорти розташовані в невеликих містах за межами міста, який вони обслуговують.
- FAA — ідентифікатор місця розташування, присвоєний Федеральною авіаційним управлінням США. (FAA)
- IATA — Код аеропорту, присвоєний Міжнародною асоціацією повітряного транспорту (IATA). Ті, які не відповідають коду FAA, виділені жирним шрифтом.
- ІКАО — індикатор місцезнаходження аеропорту, призначений управлінням ІКАО
- Назва аеропорту — офіційна назва аеропорту. Ті, що виділені жирним шрифтом, вказують на те, що аеропорт обслуговує пасажирів на регулярних рейсах комерційних авіакомпаній.
- Роль — Одна з чотирьох категорій аеропортів FAA, згідно зі звітом Національного плану інтегрованих аеропортових систем (NPIAS). Існують наступні ролі:
  - P-S: Комерційне обслуговування — перспективні аеропорти, що перебувають у державній власності, а також, які приймають регулярні пасажирські перевезення і мають більше ніж 10 000 посадкових місць пасажирів (посадок) щороку. Кожен основний аеропорт підрозділяється FAA на один з наступних чотирьох типів хабів:
    - L: Великий хаб, на який припадає не менше 1 % від загального пасажиропотоку в США.
    - M: Середній хаб, на який припадає від 0,25 % до 1 % від загального пасажиропотоку в США.
    - S: Малий хаб, на який припадає від 0,05 % до 0,25 % від загального пасажиропотоку в США.
    - N: Nonhub, на частку якого припадає менше ніж 0,05 % від загального пасажиропотоку в США, але більше ніж 10 000 щорічних авіарейсів.

  - CS: Комерційне обслуговування — неперспективні аеропорти, які належать до публічної власності, та які отримують регулярне обслуговування пасажирів і мають щонайменше 2500 посадкових місць пасажирів (посадок) щороку.
  - R: аеропорти авіації загального призначення — резервуються FAA для полегшення заторів у великому комерційному аеропорту обслуговування і для забезпечення найвищого доступу до авіації
  - GA: Аеропорти авіації загального призначення — є найбільшою групою аеропортів в системі аеропортів США. Відповідно до закону в кожному американському аеропорту повинні базуватися не менше 10 повітряних суден, і обслуговувати не більше 2500 посадкових місць пасажирів (посадок) щороку. Це означає, що більшість повітряних суден належать і використовуються приватними особами, і комерційні перевезення або відсутні, або незначні.
- EnPl. — Кількість комерційних пасажирських посадок, які відбулися в аеропорту за один календарний рік, згідно із записами FAA.

| Місто           | FAA  | IATA | ICAO | Аеропорт                                        | Роль | EnPl (2016) |
| --------------- | ---- | ---- | ---- | ----------------------------------------------- | ---- | ----------- |
|                 |      |      |      | Основні комерційні аеропорти (Перспективні)     |      |             |
| Бірмінгем       | BHM  | BHM  | KBHM | Міжнародний Аеропорт Бірмінгем-Шаттлсворт       | P-S  | 1,304,467   |
| Дотан           | DHN  | DHN  | KDHN | Регіональний аеропорт Дотан                     | P-N  | 49,411      |
| Мобіл           | HSV  | HSV  | KHSV | Міжнародний аеропорт Хантсвілль                 | P-S  | 527,801     |
| Гантсвілл       | MOB  | MOB  | KMOB | Регіональний аеропорт Мобіл                     | P-N  | 288,209     |
| Монтгомері      | MGM  | MGM  | KMGM | Регіональний аеропорт Монтгомері                | P-N  | 173,210     |
|                 |      |      |      | Основні комерційні аеропорти (Неперспективні)   |      |             |
|                 |      |      |      | Аеропорти авіації загального призначення        |      |             |
| Бессемер        | EKY  |      | KEKY | Аеропорт Бессемер                               | R    | 9           |
| Пелл-Сіті       | PLR  | PLR  | KPLR | Аеропорт округу Сент-Клер                       | R    | 0           |
|                 |      |      |      | Аеропорти авіації загального призначення        |      |             |
| Еббівілл        | 0J0  |      |      | Аеропорт Еббівілл                               | GA   | 0           |
| Алабастер       | EET  |      | KEET | Аеропорт округу Шелбі                           | GA   | 1           |
| Альбертвілл     | 8A0  |      |      | Регіональний аеропорт Альбертвілл               | GA   | 0           |
| Александер-Сіті | ALX  | ALX  | KALX | Регіональний аеропорт Томас Рассел Філд         | GA   | 0           |
| Алісвілл        | AIV  | AIV  | KAIV | Аеропорт Джордж Даунер                          | GA   | 0           |
| Андалусія       | 79J  |      |      | Регіональний аеропорт Південної Алабами         | GA   | 0           |
| Анністон        | ANB  | ANB  | KANB | Аеропорт Анністон                               | GA   | 1396        |
| Ешленд          | 26A  |      |      | Аеропорт Ешленд                                 | GA   | 0           |
| Атмор           | 0R1  |      |      | Аеропорт Атмор                                  | GA   | 0           |
| Оберн           | AUO  | AUO  | KAUO | Регіональний аеропорт університету Оберн        | GA   | 591         |
| Бей-Мінетт      | 1R8  |      |      | Аеропорт Бей-Мінетт                             | GA   | 0           |
| Брютон          | 12J  |      |      | Аеропорт Брютон                                 | GA   | 0           |
| Батлер          | 09A  |      |      | Аеропорт Батлер                                 | GA   | 0           |
| Камден          | 61A  |      |      | Аеропорт Камден                                 | GA   | 0           |
| Сентр           | PYP  |      | KPYP | Регіональний аеропорту округу Черокі            | GA   | 0           |
| Сентрвілл       | 0A8  |      |      | Аеропорт округу Бібб                            | GA   | 0           |
| Клентон         | 02A  |      |      | Аеропорт округу Чілтон                          | GA   | 0           |
| Клейтон         | 11A  |      |      | Аеропорт Клейтон                                | GA   | 0           |
| Кортленд        | 9A4  |      |      | Аеропорт Кортленд                               | GA   | 0           |
| Каллмен         | CMD  |      | KCMD | Аеропорт Фолсом Філд                            | GA   | 2           |
| Дафін-Айленд    | 4R9  |      |      | Аеропорт Джеремая Дентон                        | GA   | 0           |
| Декейтер        | DCU  | DCU  | KDCU | Регіональний аеропорт Прейор Філд               | GA   | 0           |
| Демополіс       | DYA  |      | KDYA | Аеропорт Демополіс                              | GA   | 0           |
| Елба            | 14J  |      |      | Аеропорт Карл Фолсом                            | GA   | 0           |
| Ентерпрайс      | EDN  | ETS  | KEDN | Аеропорт Етерпрайс                              | GA   | 0           |
| Юфола           | EUF  | EUF  | KEUF | Аеропорт Відон Філд                             | GA   | 0           |
| Еверґрін        | GZH  |      | KGZH | Аеропорт Мідтаун Філд                           | GA   | 0           |
| Феєргоуп        | CQG  |      | KCQF | Аеропорт Г. Сонні Каллахан                      | GA   | 2           |
| Файєтт          | M95  |      |      | Аеропорт Річард Артур Філд                      | GA   | 0           |
| Флорала         | 0J4  |      |      | Аеропорт Флорал                                 | GA   | 0           |
| Фолі            | 5R4  |      |      | Аеропорт Фолі                                   | GA   | 0           |
| Форт-Пейн       | 4A9  |      |      | Аеропорт Ішбелл Філд                            | GA   | 0           |
| Ґадсден         | GAD  | GAD  | KGAD | Регіональний аеропорт Північно-Східної Алабами  | GA   | 0           |
| Женіва          | 33J  |      |      | Аеропорт Женіви                                 | GA   | 0           |
| Ґрінсборо       | 7A0  |      |      | Аеропорт Ґрінсборо                              | GA   | 0           |
| Ґрінвілл        | PRN  |      | KPRN | Меморіальний аеропорт Мак Креншо                | GA   | 0           |
| Ґров-Гілл       | 3A0  |      |      | Аеропорт Ґров-Гілл                              | GA   | 0           |
| Ґалф-Шорс       | JKA  | GUF  | KJKA | Аеропорт Джек Едвардс                           | GA   | 7           |
| Гантерсвілл     | 8A1  |      |      | Аеропорт Гантерсвілл                            | GA   | 0           |
| Гейлівілл       | 1M4  |      |      | Аеропорт Посей Філд                             | GA   | 0           |
| Гемілтон        | HAB  | HAB  | KHAB | Аеропорт Ранкін-Фіт                             | GA   | 0           |
| Гартселл        | 5M0  |      |      | Регіональний аеропорт Хартсель-Морган           | GA   | 0           |
| Гедленд         | 0J6  |      |      | Аеропорт Гедленд                                | GA   | 0           |
| Гантсвілл       | MDQ  |      | KMDQ | Аеропорт округу Медісон                         | GA   | 0           |
| Джексон         | 4R3  |      |      | Аеропорт Джексон                                | GA   | 0           |
| Джаспер         | JFX  |      | KJFX | Аеропорт округу Уокер                           | GA   | 0           |
| Ланетт          | 7A3  |      |      | Аеропорт Ланетт                                 | GA   | 0           |
| Меріон          | A08  |      |      | Аеропорт Ваіден Філд                            | GA   | 0           |
| Мобіл           | BFM  | BFM  | KBFM | Аеропорт Мобіл                                  | GA   | 1152        |
| Монровіль       | MVC  | MVC  | KMVC | Аеропорт округу Монро                           | GA   | 0           |
| Масл-Шолс       | MSL  | MSL  | KMSL | Регіональний аеропорт Північно-Західної Алабами | GA   | 5295        |
| Онеонта         | 20A  |      |      | Аеропорт Роббінс Філд                           | GA   | 0           |
| Озарк           | 71J  |      |      | Аеропорт Блеквелл Філд                          | GA   | 0           |
| Праттвілл       | 1A9  |      |      | Аеропорт Пратвілль-Філборг Філд                 | GA   | 0           |
| Реформ          | 3M8  |      |      | Аеропорт Норт Пікенс                            | GA   | 0           |
| Роаноук         | 7A5  |      |      | Аеропорт Роаноук                                | GA   | 0           |
| Расселлвілл     | M22  |      |      | Аеропорт Расселлвілл                            | GA   | 0           |
| Скоттсборо      | 4A6  |      |      | Аеропорт Скоттсборо                             | GA   | 0           |
| Сельма          | SEM  | SEM  | KSEM | Аеропорт Крег Філд                              | GA   | 0           |
| Ельмо           | 2R5  |      |      | Аеропорт Ельмо                                  | GA   | 0           |
| Силакога        | SCD  |      | KSCD | Аеропорт Силакога                               | GA   | 0           |
| Талладіга       | ASN  | ASN  | KASN | Аеропорт Талладіга                              | GA   | 0           |
| Трой            | TOI  | TOI  | KTOI | Аеропорт Трой                                   | GA   | 0           |
| Таскалуса       | TCL  | TCL  | KTCL | Регіональний аеропорт Таскалуса                 | GA   | 2081        |
| Таскігі         | 06A  |      |      | Аеропорт Мотон Філд                             | GA   | 0           |
| Юніон-Спрингс   | 07A  |      |      | Аеропорт Франклін Філд                          | GA   | 0           |
| Ветампка        | 08A  |      |      | Аеропорт Ветампка                               | GA   | 0           |
|                 |      |      |      | Інші аеропорти загального користування          |      |             |
| Еддісон         | 2A8  |      |      | Аеропорт Еддісон                                |      |             |
| Ардмор          | 1M3  |      |      | Аеропорт Ардмор                                 |      |             |
| Баю-Ла-Батр     | 5R7  |      |      | Аеропорт Рой Е. Рей                             |      |             |
| Чатом           | 5R1  |      |      | Аеропорт Рой Вілкокс                            |      |             |
| Креола          | 15A  |      |      | Північний аеропорт округу Мобіл                 |      |             |
| Дабл-Спрингс    | 3M2  |      |      | Аеропорт Дабл-Спрінгз                           |      |             |
| Юто             | 3A7  |      |      | Аеропорт Юто                                    |      |             |
| Феєргоуп        | 5AL  |      |      | Аеропорт Фіш-Рівер                              |      |             |
| Форт-Діпозіт    | 67A  |      |      | Аеропорт Форт-Діпозіт                           |      |             |
| Гейзл-Ґрін      | M38  |      |      | Аеропорт Гейзл-Ґрін                             |      |             |
| Гантсвілл       | 3M5  |      |      | Аеропорт Мунтаун                                |      |             |
| Лаверн          | 04A  |      |      | Аеропорт Франк Сайкс                            |      |             |
| Пайн-Гілл       | 71A  |      |      | Аеропорт Пайн-Гілл                              |      |             |
| Самсон          | 1A4  |      |      | Аеропорт Логан Філд                             |      |             |
| Стівенсон       | 7A6  |      |      | Аеропорт Стівенсон                              |      |             |
| Стоктон         | HL2  |      |      | База Хаббард                                    |      |             |
| Таллассі        | 41A  |      |      | Аеропорт Рівз                                   |      |             |
| Вернон          | M55  |      |      | Аеропорт округу Ламар                           |      |             |
| Вівер           | 25A  |      |      | Аеропорт Макмінн                                |      |             |
|                 |      |      |      | Державні/військові аеропорти                    |      |             |
| Фолі            | NBJ  | NHX  | KNBJ | Аеропорт НОЛФ Бейрін                            |      |             |
| Фолі            |      |      | KNHL | Аеропорт НОЛФ Вулф                              |      |             |
| Гантсвілл       | HUA  | HUA  | KHUA | Армійський аеродром Редстоун                    |      |             |
| Монтгомері      | MXF  | MXF  | KMXF | База ВПС Максвелл                               |      | 0           |
| Озарк           | OZR  | OZR  | KOZR | Армійський аеродром Кернс                       |      |             |
| Озарк           | HEY  | HEY  | KHEY | Армійський аеродром Хенчі                       |      |             |
| Озарк           | LOR  | LOR  | KLOR | Армійський аеродром Лоу                         |      |             |
| Робертсдейл     |      |      | KNQB | Аеропорт НОЛФ Сільверхілл                       |      |             |
| Саммердейл      | NFD  |      | KNFD | Аеропорт НОЛФ Саммердейл                        |      |             |
|                 |      |      |      |                                                 |      |             |
| Ґардендейл      | AL18 |      |      | Аеропорт Паркер Філд                            |      |             |
| Гертсборо       | AL05 |      |      | Аеропорт Сехой                                  |      |             |
| Таскігі         | 27AL |      |      | Аеропорт Литтл Техас                            |      |             |
| Таскігі         | AL73 | TGE  |      | Аеропорт Шарп Філд                              |      |             |
|                 |      |      |      | Колишні аеропорти                               |      |             |
| Брандідж        | 60A  |      |      | Аеропорт Брюндж                                 |      |             |
| Сентр           | C22  |      |      | Аеропорт Сентр                                  |      |             |
| Ґудвотер        | 69A  |      |      | Аеропорт округу Куса                            |      |             |
| Лінден          | 70A  |      |      | Аеропорт Фредді Джонс Філд                      |      |             |
| Мобіл           | S26  |      |      | Аеропорт Скайвест                               |      |             |
| Маундвілл       | L44  |      |      | Аеропорт Маундвілл                              |      |             |
| Сельма          | S63  |      |      | Аеропорт Скайґарбор                             |      |             |
| Йорк            | 23A  |      |      | Аеропорт Маллард                                |      |             |